# Sorbus gracilis
Sorbus gracilis är en rosväxtart som först beskrevs av Sieb. och Zucc., och fick sitt nu gällande namn av Karl Heinrich Koch. Sorbus gracilis ingår i släktet oxlar, och familjen rosväxter. Inga underarter finns listade i Catalogue of Life.